# Lijst van voetbalinterlands Noord-Ierland - Schotland
Deze lijst van voetbalinterlands is een overzicht van alle officiële voetbalwedstrijden tussen de nationale teams van (Noord-)Ierland (tot december 1922 geheel Ierland) en Schotland. De landen hebben tot op heden 96 keer tegen elkaar gespeeld. De eerste ontmoeting, een wedstrijd tijdens het British Home Championship, werd gespeeld in Belfast op 26 januari 1884. Het laatste duel, een vriendschappelijke wedstrijd, vond plaats op 26 maart 2024 in Glasgow.

## Wedstrijden
| №  | Plaats    | Datum             | Competitie                        | Wedstrijd                 | Uitslag |
| -- | --------- | ----------------- | --------------------------------- | ------------------------- | ------- |
| 1  | Belfast   | 26 januari 1884   | British Home Championship 1884    | Ierland − Schotland       | 0 − 5   |
| 2  | Glasgow   | 14 maart 1885     | British Home Championship 1885    | Schotland − Ierland       | 8 − 2   |
| 3  | Belfast   | 20 maart 1886     | British Home Championship 1886    | Ierland − Schotland       | 2 − 7   |
| 4  | Glasgow   | 19 februari 1887  | British Home Championship 1887    | Schotland − Ierland       | 4 − 1   |
| 5  | Belfast   | 24 maart 1888     | British Home Championship 1888    | Ierland − Schotland       | 2 − 10  |
| 6  | Glasgow   | 9 maart 1889      | British Home Championship 1889    | Schotland − Ierland       | 7 − 0   |
| 7  | Belfast   | 29 maart 1890     | British Home Championship 1890    | Ierland − Schotland       | 1 − 4   |
| 8  | Glasgow   | 28 maart 1891     | British Home Championship 1891    | Schotland − Ierland       | 2 − 1   |
| 9  | Belfast   | 19 maart 1892     | British Home Championship 1892    | Ierland − Schotland       | 2 − 3   |
| 10 | Glasgow   | 25 maart 1893     | British Home Championship 1893    | Schotland − Ierland       | 6 − 1   |
| 11 | Belfast   | 31 maart 1894     | British Home Championship 1894    | Ierland − Schotland       | 1 − 2   |
| 12 | Glasgow   | 30 maart 1895     | British Home Championship 1895    | Schotland − Ierland       | 3 − 1   |
| 13 | Belfast   | 28 maart 1896     | British Home Championship 1896    | Ierland − Schotland       | 3 − 3   |
| 14 | Glasgow   | 27 maart 1897     | British Home Championship 1897    | Schotland − Ierland       | 5 − 1   |
| 15 | Belfast   | 26 maart 1898     | British Home Championship 1898    | Ierland − Schotland       | 0 − 3   |
| 16 | Glasgow   | 25 maart 1899     | British Home Championship 1899    | Schotland − Ierland       | 9 − 1   |
| 17 | Belfast   | 3 maart 1900      | British Home Championship 1900    | Ierland − Schotland       | 0 − 3   |
| 18 | Glasgow   | 23 februari 1901  | British Home Championship 1901    | Schotland − Ierland       | 11 − 0  |
| 19 | Belfast   | 1 maart 1902      | British Home Championship 1902    | Ierland − Schotland       | 1 − 5   |
| 20 | Glasgow   | 21 maart 1903     | British Home Championship 1903    | Schotland − Ierland       | 0 − 2   |
| 21 | Dublin    | 26 maart 1904     | British Home Championship 1904    | Ierland − Schotland       | 1 − 1   |
| 22 | Glasgow   | 18 maart 1905     | British Home Championship 1905    | Schotland − Ierland       | 4 − 0   |
| 23 | Dublin    | 17 maart 1906     | British Home Championship 1906    | Ierland − Schotland       | 0 − 1   |
| 24 | Glasgow   | 16 maart 1907     | British Home Championship 1907    | Schotland − Ierland       | 3 − 0   |
| 25 | Dublin    | 14 maart 1908     | British Home Championship 1908    | Ierland − Schotland       | 0 − 5   |
| 26 | Glasgow   | 15 maart 1909     | British Home Championship 1909    | Schotland − Ierland       | 5 − 0   |
| 27 | Belfast   | 19 maart 1910     | British Home Championship 1910    | Ierland − Schotland       | 1 − 0   |
| 28 | Glasgow   | 18 maart 1911     | British Home Championship 1911    | Schotland − Ierland       | 2 − 0   |
| 29 | Belfast   | 16 maart 1912     | British Home Championship 1912    | Ierland − Schotland       | 1 − 4   |
| 30 | Dublin    | 15 maart 1913     | British Home Championship 1913    | Ierland − Schotland       | 1 − 2   |
| 31 | Belfast   | 14 maart 1914     | British Home Championship 1914    | Ierland − Schotland       | 1 − 1   |
| 32 | Glasgow   | 13 maart 1920     | British Home Championship 1919/20 | Schotland − Ierland       | 3 − 0   |
| 33 | Belfast   | 26 februari 1921  | British Home Championship 1920/21 | Ierland − Schotland       | 0 − 2   |
| 34 | Glasgow   | 4 maart 1922      | British Home Championship 1921/22 | Schotland − Ierland       | 2 − 1   |
| 35 | Belfast   | 3 maart 1923      | British Home Championship 1922/23 | Noord-Ierland − Schotland | 0 − 1   |
| 36 | Glasgow   | 1 maart 1924      | British Home Championship 1923/24 | Schotland − Noord-Ierland | 2 − 0   |
| 37 | Belfast   | 28 februari 1925  | British Home Championship 1924/25 | Noord-Ierland − Schotland | 0 − 3   |
| 38 | Glasgow   | 27 februari 1926  | British Home Championship 1925/26 | Schotland − Noord-Ierland | 4 − 0   |
| 39 | Belfast   | 26 februari 1927  | British Home Championship 1926/27 | Noord-Ierland − Schotland | 0 − 2   |
| 40 | Glasgow   | 25 februari 1928  | British Home Championship 1927/28 | Schotland − Noord-Ierland | 0 − 1   |
| 41 | Belfast   | 23 februari 1929  | British Home Championship 1928/29 | Noord-Ierland − Schotland | 3 − 7   |
| 42 | Glasgow   | 22 februari 1930  | British Home Championship 1929/30 | Schotland − Noord-Ierland | 3 − 1   |
| 43 | Belfast   | 21 februari 1931  | British Home Championship 1930/31 | Noord-Ierland − Schotland | 0 − 0   |
| 44 | Glasgow   | 19 september 1931 | British Home Championship 1931/32 | Schotland − Noord-Ierland | 3 − 1   |
| 45 | Belfast   | 17 september 1932 | British Home Championship 1932/33 | Noord-Ierland − Schotland | 0 − 4   |
| 46 | Glasgow   | 16 september 1933 | British Home Championship 1933/34 | Schotland − Noord-Ierland | 1 − 2   |
| 47 | Belfast   | 20 oktober 1934   | British Home Championship 1934/35 | Noord-Ierland − Schotland | 2 − 1   |
| 48 | Edinburgh | 13 november 1935  | British Home Championship 1935/36 | Schotland − Noord-Ierland | 2 − 1   |
| 49 | Belfast   | 31 oktober 1936   | British Home Championship 1936/37 | Noord-Ierland − Schotland | 1 − 3   |
| 50 | Aberdeen  | 10 november 1937  | British Home Championship 1937/38 | Schotland − Noord-Ierland | 1 − 1   |
| 51 | Belfast   | 8 oktober 1938    | British Home Championship 1938/39 | Noord-Ierland − Schotland | 0 − 2   |
| 52 | Glasgow   | 27 november 1946  | British Home Championship 1946/47 | Schotland − Noord-Ierland | 0 − 0   |
| 53 | Belfast   | 4 oktober 1947    | British Home Championship 1947/48 | Noord-Ierland − Schotland | 2 − 0   |
| 54 | Glasgow   | 17 november 1948  | British Home Championship 1948/49 | Schotland − Noord-Ierland | 3 − 2   |
| 55 | Belfast   | 1 oktober 1949    | WK 1950 kwalificatie              | Noord-Ierland − Schotland | 2 − 8   |
| 56 | Glasgow   | 1 november 1950   | British Home Championship 1950/51 | Schotland − Noord-Ierland | 6 − 1   |
| 57 | Belfast   | 6 oktober 1951    | British Home Championship 1951/52 | Noord-Ierland − Schotland | 0 − 3   |
| 58 | Glasgow   | 5 november 1952   | British Home Championship 1952/53 | Schotland − Noord-Ierland | 1 − 1   |
| 59 | Belfast   | 3 oktober 1953    | WK 1954 kwalificatie              | Noord-Ierland − Schotland | 1 − 3   |
| 60 | Glasgow   | 3 november 1954   | British Home Championship 1954/55 | Schotland − Noord-Ierland | 2 − 2   |
| 61 | Belfast   | 8 oktober 1955    | British Home Championship 1955/56 | Noord-Ierland − Schotland | 2 − 1   |
| 62 | Glasgow   | 7 november 1956   | British Home Championship 1956/57 | Schotland − Noord-Ierland | 1 − 0   |
| 63 | Belfast   | 5 oktober 1957    | British Home Championship 1957/58 | Noord-Ierland − Schotland | 1 − 1   |
| 64 | Glasgow   | 5 november 1958   | British Home Championship 1958/59 | Schotland − Noord-Ierland | 2 − 2   |
| 65 | Belfast   | 3 oktober 1959    | British Home Championship 1959/60 | Noord-Ierland − Schotland | 0 − 4   |
| 66 | Glasgow   | 9 november 1960   | British Home Championship 1960/61 | Schotland − Noord-Ierland | 5 − 2   |
| 67 | Belfast   | 7 oktober 1961    | British Home Championship 1961/62 | Noord-Ierland − Schotland | 1 − 6   |
| 68 | Glasgow   | 7 november 1962   | British Home Championship 1962/63 | Schotland − Noord-Ierland | 5 − 1   |
| 69 | Belfast   | 12 oktober 1963   | British Home Championship 1963/64 | Noord-Ierland − Schotland | 2 − 1   |
| 70 | Glasgow   | 25 november 1964  | British Home Championship 1964/65 | Schotland − Noord-Ierland | 3 − 2   |
| 71 | Belfast   | 2 oktober 1965    | British Home Championship 1965/66 | Noord-Ierland − Schotland | 3 − 2   |
| 72 | Glasgow   | 16 november 1966  | EK 1968 kwalificatie              | Schotland − Noord-Ierland | 2 − 1   |
| 73 | Belfast   | 21 oktober 1967   | EK 1968 kwalificatie              | Noord-Ierland − Schotland | 1 − 0   |
| 74 | Glasgow   | 6 mei 1969        | British Home Championship 1969    | Schotland − Noord-Ierland | 1 − 1   |
| 75 | Belfast   | 18 april 1970     | British Home Championship 1970    | Noord-Ierland − Schotland | 0 − 1   |
| 76 | Glasgow   | 18 mei 1971       | British Home Championship 1971    | Schotland − Noord-Ierland | 0 − 1   |
| 77 | Glasgow   | 20 mei 1972       | British Home Championship 1972    | Schotland − Noord-Ierland | 2 − 0   |
| 78 | Glasgow   | 16 mei 1973       | British Home Championship 1973    | Schotland − Noord-Ierland | 1 − 2   |
| 79 | Glasgow   | 11 mei 1974       | British Home Championship 1974    | Schotland − Noord-Ierland | 0 − 1   |
| 80 | Glasgow   | 20 mei 1975       | British Home Championship 1975    | Schotland − Noord-Ierland | 3 − 0   |
| 81 | Glasgow   | 8 mei 1976        | British Home Championship 1976    | Schotland − Noord-Ierland | 3 − 0   |
| 82 | Glasgow   | 1 juni 1977       | British Home Championship 1977    | Schotland − Noord-Ierland | 3 − 0   |
| 83 | Belfast   | 13 mei 1978       | British Home Championship 1978    | Schotland − Noord-Ierland | 1 − 1   |
| 84 | Glasgow   | 22 mei 1979       | British Home Championship 1979    | Schotland − Noord-Ierland | 1 − 0   |
| 85 | Belfast   | 16 mei 1980       | British Home Championship 1980    | Noord-Ierland − Schotland | 1 − 0   |
| 86 | Glasgow   | 25 maart 1981     | WK 1982 kwalificatie              | Schotland − Noord-Ierland | 1 − 1   |
| 87 | Glasgow   | 19 mei 1981       | British Home Championship 1981    | Schotland − Noord-Ierland | 2 − 0   |
| 88 | Belfast   | 14 oktober 1981   | WK 1982 kwalificatie              | Noord-Ierland − Schotland | 0 − 0   |
| 89 | Belfast   | 28 april 1982     | British Home Championship 1982    | Noord-Ierland − Schotland | 1 − 1   |
| 90 | Glasgow   | 24 mei 1983       | British Home Championship 1983    | Schotland − Noord-Ierland | 0 − 0   |
| 91 | Belfast   | 13 december 1983  | British Home Championship 1983/84 | Noord-Ierland − Schotland | 2 − 0   |
| 92 | Glasgow   | 19 februari 1992  | Vriendschappelijk                 | Schotland − Noord-Ierland | 1 − 0   |
| 93 | Glasgow   | 20 augustus 2008  | Vriendschappelijk                 | Schotland − Noord-Ierland | 0 − 0   |
| 94 | Dublin    | 9 februari 2011   | Vriendschappelijk                 | Noord-Ierland − Schotland | 0 − 3   |
| 95 | Glasgow   | 25 maart 2015     | Vriendschappelijk                 | Schotland − Noord-Ierland | 1 − 0   |
| 96 | Glasgow   | 26 maart 2024     | Vriendschappelijk                 | Schotland − Noord-Ierland | 0 − 1   |

## Samenvatting
| Competitie                | Totaal gespeeld | Winst Noord-Ierland | Gelijk | Winst Schotland | Doelsaldo Noord-Ierland – Schotland |
| ------------------------- | --------------- | ------------------- | ------ | --------------- | ----------------------------------- |
| WK-kwalificatie           | 5               | 1                   | 2      | 2               | 5 − 12                              |
| EK-kwalificatie           | 2               | 1                   | 0      | 1               | 2 − 2                               |
| Vriendschappelijk         | 5               | 1                   | 1      | 3               | 1 − 5                               |
| British Home Championship | 85              | 14                  | 14     | 57              | 70 − 219                            |
| Totaal                    | 97              | 17                  | 17     | 63              | 77 − 238                            |

## Details

### 94ste ontmoeting
| Vriendschappelijk (Dublin, Ierland, 9 februari 2011): |       |                                                      |
| Noord-Ierland | 0 – 3 | Schotland                                            |
| | goals | 19' Kenny Miller 32' James McArthur 51' Kris Commons |
| - Debuut van Adam Thompson (Watford) en Liam Boyce (Werder Bremen) voor Noord-Ierland. - Debuut van Mark Wilson (Celtic), Chris Maguire (Aberdeen) en Robert Snodgrass (Leeds United) voor Schotland. |       |                                                      |

### 95ste ontmoeting
| Vriendschappelijk (Glasgow, Schotland, 25 maart 2015):                                                                          |       |               |
| Schotland | 1 – 0 | Noord-Ierland |
| Christophe Berra 86' | goals |               |
| - Debuut van Matt Ritchie (AFC Bournemouth) voor Schotland. - Debuut van Patrick McNair (Manchester United) voor Noord-Ierland. |       |               |

IFA · A-internationals · Selecties · Bondscoaches · Noord-Iers vrouwenelftal · Brits olympisch elftal · N-Ierland U21 · N-Ierland U20 · N-Ierland U19 · N-Ierland U18 · N-Ierland U17 · N-Ierland U16
1882 – 1899 ·
1900 – 1919 ·
1920 – 1929 ·
1930 – 1939 ·
1940 – 1949 ·
1950 – 1959 ·
1960 – 1969 ·
1970 – 1979 ·
1980 – 1989 ·
1990 – 1999 ·
2000 – 2009 ·
2010 – 2019 ·
2020 – 2029
EK 2016
WK 1958 · 
WK 1982 · 
WK 1986
1921 · 
1922 · 
1923 · 
1924 · 
1925 · 
1926 · 
1927 · 
1928 · 
1929 · 
1930 · 
1931 · 
1932 · 
1933 · 
1934 · 
1935 · 
1936 · 
1937 · 
1938 · 
1939 · 
1940 · 1941 · 1942 · 1943 · 1944 · 1945 · 
1946 · 
1947 · 
1948 · 
1949 · 
1950 · 
1952 · 
1952 · 
1953 · 
1954 · 
1955 · 
1956 · 
1957 · 
1958 · 
1959 · 
1960 · 
1961 · 
1962 · 
1963 · 
1964 · 
1965 · 
1966 · 
1967 · 
1968 · 
1969 · 
1970 · 
1971 · 
1972 · 
1973 · 
1974 · 
1975 · 
1976 · 
1977 · 
1978 · 
1979 · 
1980 · 
1981 · 
1982 · 
1983 · 
1984 · 
1985 · 
1986 · 
1987 · 
1988 · 
1989 · 
1990 ·
1991 · 
1992 · 
1993 · 
1994 · 
1995 · 
1996 · 
1997 · 
1998 · 
1999 · 
2000 · 
2001 · 
2002 · 
2003 · 
2004 · 
2005 · 
2006 · 
2007 · 
2008 · 
2009 · 
2010 · 
2011 · 
2012 · 
2013 · 
2014 · 
2015 · 
2016 · 
2017 · 
2018 · 
2019 · 
2020 · 
2021 ·
2022 ·
2023 ·
2024
Albanië ·
Algerije ·
Andorra ·
Argentinië ·
Armenië ·
Australië ·
Azerbeidzjan ·
Barbados ·
België ·
Bosnië en Herzegovina ·
Brazilië ·
Bulgarije ·
Canada ·
Chili ·
Colombia ·
Costa Rica ·
Cyprus ·
Denemarken ·
Duitsland ·
Engeland ·
Estland ·
Faeröer ·
Finland ·
Frankrijk ·
Georgië · 
Griekenland ·
Honduras ·
Hongarije ·
Ierland ·
IJsland ·
Israël ·
Italië ·
Joegoslavië ·
Kazachstan ·
Kosovo ·
Kroatië ·
Letland ·
Liechtenstein ·
Litouwen ·
Luxemburg · 
Malta ·
Marokko ·
Mexico ·
Moldavië ·
Montenegro ·
Nederland ·
Nieuw-Zeeland ·
Noorwegen ·
Oekraïne ·
Oostenrijk ·
Panama ·
Polen ·
Portugal ·
Qatar ·
Roemenië ·
Rusland ·
Saint Kitts en Nevis ·
San Marino ·
Schotland ·
Servië ·
Servië en Montenegro ·
Slovenië ·
Slowakije ·
Sovjet-Unie ·
Spanje ·
Thailand ·
Trinidad en Tobago ·
Tsjechië ·
Tsjecho-Slowakije ·
Turkije ·
Uruguay ·
Verenigde Staten ·
Wales ·
Wit-Rusland · 
Zuid-Korea ·
Zweden ·
Zwitserland
Frankrijk (1982) · Oekraïne (2016) · Oostenrijk (1982) · Polen (2016)
SFA · A-internationals · Selecties · Bondscoaches · Statistieken · Schots vrouwenelftal · Brits olympisch elftal · Schotland U21 · Schotland U20 · Schotland U19 · Schotland U18 · Schotland U17 · Schotland U16 · Vrouwen U17
1872 – 1899 ·
1900 – 1919 ·
1920 – 1929 ·
1930 – 1939 ·
1940 – 1949 ·
1950 – 1959 ·
1960 – 1969 ·
1970 – 1979 ·
1980 – 1989 ·
1990 – 1999 ·
2000 – 2009 ·
2010 – 2019 ·
2020 − 2029
EK's: 1992 ·
1996 ·
2020 ·
2024
WK's: 1954 ·
1958 ·
1974 ·
1978 ·
1982 ·
1986 ·
1990 ·
1998
1872 ·
1873 ·
1874 ·
1875 ·
1876 ·
1877 ·
1878 ·
1878 ·
1879 ·
1880 ·
1881 ·
1882 ·
1883 ·
1884 ·
1885 ·
1886 ·
1887 ·
1888 ·
1889 ·
1890 ·
1891 ·
1892 ·
1893 ·
1894 ·
1895 ·
1896 ·
1897 ·
1898 ·
1899 ·
1900 ·
1901 ·
1902 ·
1903 ·
1904 ·
1905 ·
1906 ·
1907 ·
1908 ·
1909 ·
1910 ·
1911 ·
1912 ·
1913 ·
1914 ·
1915–1919 ·
1920 ·
1921 ·
1922 ·
1923 ·
1924 ·
1925 ·
1926 ·
1927 ·
1928 ·
1929 ·
1930 ·
1931 ·
1932 ·
1933 ·
1934 ·
1935 ·
1936 ·
1937 ·
1938 ·
1939 ·
1940–1945 ·
1946 ·
1947 ·
1948 ·
1949 ·
1950 ·
1951 ·
1952 ·
1953 ·
1954 ·
1955 ·
1956 ·
1957 ·
1958 ·
1959 ·
1960 ·
1960 ·
1961 ·
1962 ·
1963 ·
1964 ·
1965 ·
1966 ·
1967 ·
1968 ·
1969 ·
1970 ·
1971 ·
1972 ·
1973 ·
1974 ·
1975 ·
1976 ·
1977 ·
1978 ·
1979 ·
1980 ·
1981 ·
1982 ·
1983 ·
1984 ·
1985 ·
1986 ·
1987 ·
1988 ·
1989 ·
1990 ·
1991 ·
1992 ·
1993 ·
1994 ·
1995 ·
1996 ·
1997 ·
1998 ·
1999 ·
2000 ·
2001 ·
2002 ·
2003 ·
2004 ·
2005 ·
2006 ·
2007 ·
2008 ·
2009 ·
2010 ·
2011 ·
2012 ·
2013 ·
2014 · 
2015 · 
2016 · 
2017 ·
2018 ·
2019 ·
2020 ·
2021 ·
2022
Albanië ·
Argentinië · 
Armenië ·
Australië ·
België ·
Bosnië en Herzegovina ·
Brazilië ·
Bulgarije ·
Canada ·
Chili ·
Colombia ·
Congo-Kinshasa ·
Costa Rica ·
Cyprus ·
DDR ·
Denemarken ·
Duitsland ·
Ecuador ·
Egypte ·
Engeland ·
Estland ·
Faeröer ·
Finland ·
Frankrijk ·
Georgië ·
Gibraltar · 
GOS ·
Griekenland ·
Hongarije ·
Ierland ·
IJsland ·
Iran ·
Israël ·
Italië ·
Japan ·
Joegoslavië ·
Kazachstan ·
Kroatië ·
Letland ·
Liechtenstein ·
Litouwen ·
Luxemburg ·
Malta ·
Marokko ·
Mexico ·
Moldavië ·
Nederland ·
Nieuw-Zeeland ·
Nigeria · 
Noord-Ierland ·
Noord-Macedonië ·
Noorwegen ·
Oekraïne ·
Oostenrijk ·
Paraguay ·
Peru ·
Polen ·
Portugal ·
Qatar ·
Roemenië ·
Rusland ·
San Marino ·
Saoedi-Arabië ·
Servië ·
Slovenië ·
Slowakije · 
Sovjet-Unie ·
Spanje ·
Trinidad en Tobago · 
Tsjechië ·
Tsjecho-Slowakije ·
Turkije · 
Uruguay ·
Verenigde Staten ·
Wales ·
Wit-Rusland ·
Zuid-Afrika ·
Zuid-Korea ·
Zweden ·
Zwitserland
Engeland (2021) · 
Kroatië (2021) · 
Nieuw-Zeeland (1982) · 
Tsjechië (2021)